# Ondas lentas
Ondas lentas são variações no potencial de membrana de células musculares provocadas, provavelmente, pela atividade da bomba de sódio e potássio. Essas ondas não são responsáveis pela contração muscular, pois não são potenciais de ação, mas são elas que determinam a frequência da contração ao permitirem a criação de um potencial em ponta após seu pico alcançar o limiar de excitação.